# Wladimir Fjodorowitsch Krinski
Wladimir Fjodorowitsch Krinski (russisch Владимир Фёдорович Кринский; wiss. Transliteration Vladimir Fëdorovič Krinskij; * 19. Dezember 1890 in Rjasan; † 2. April 1971 in Moskau) war ein sowjetischer Künstler und rationalistischer Architekt, sowie Hochschullehrer. In den 1930er-Jahren wendete er sich einer klassizistischen Formensprache zu.

## Leben
Wladimir Krinski wurde am 19. Dezember 1890 in Rjasan im Russischen Kaiserreich geboren. Er besuchte das Gymnasium in St. Petersburg.
Krinski besuchte die Kunstschule der Gesellschaft zur Förderung der Künste. 1910–17 studierte er erst an der Malabteilung, dann an der Architekturabteilung der Kunstakademie in St. Petersburg.
1918 arbeitete er in der Verwaltung für die Rekonstruktion von Jaroslawl. Ab 1919 arbeitete er an der Architekturabteilung des NARKOMPROS in Moskau unter der Leitung Iwan Scholtowskis. Dort arbeitet er am Entwurf für die Umplanung und Bebauung Moskaus, sowie am Entwurf öffentlicher Gebäude mit.
1919 war er Gründungsmitglied der Sinskulptarch (später Schiwskulptarch). Ende 1920 wurde er Mitglied der Gruppe „Objektive Analyse“ am INChUK (Institut für künstlerische Kultur) in Moskau. Ab Anfang 1921 ist er Mitglied der „Gruppe der Architekten“ am INChUK. 1923 war er Gründungsmitglied der ASNOWA.
Ab 1920 ist er Lehrer an den WChUTEMAS und dort mit Nikolai Ladowski und Nikolai Dokutschajew Leiter der Vereinigten Linken Werkstätten (OBMAS). Ab 1923 leitete er die Lehrtätigkeit des Kurses „Raum“ an der WChUTEMAS. Aus dieser Lehrtätigkeit ging sein mit Michail Turkus und I. Lamtzow 1934 veröffentlichtes Buch „Die Elemente der architektonischen Raumkomposition“ hervor. Nach der Umbenennung ist er ab 1927 bis 1930 an dem nun WChUTEIN heißenden Institut als Lehrer tätig.
1930 nahm er mit einer Brigade der ASNOVA (mit Wiktor Balichin, Wiktor Petrow, Irina Tichomirowa) an einer Ausschreibung um den Allunions-Kunst-Palast in Moskau teil.
Nach der Schließung der WChUTEIN 1930 war er Lehrer an der Moskauer Architekturhochschule. In den 1930er-Jahren wendete er sich von der modernen Formgebung ab und schafft Bauwerke im Sinne des sozialistischen Klassizismus. Er war Hochschullehrer bis zu seinem Tode im Jahre 1971.
Krinski stirbt am 2. April 1971 in Moskau und wurde auf dem Nowodewitschi-Friedhof begraben.

## Werke (Auswahl)

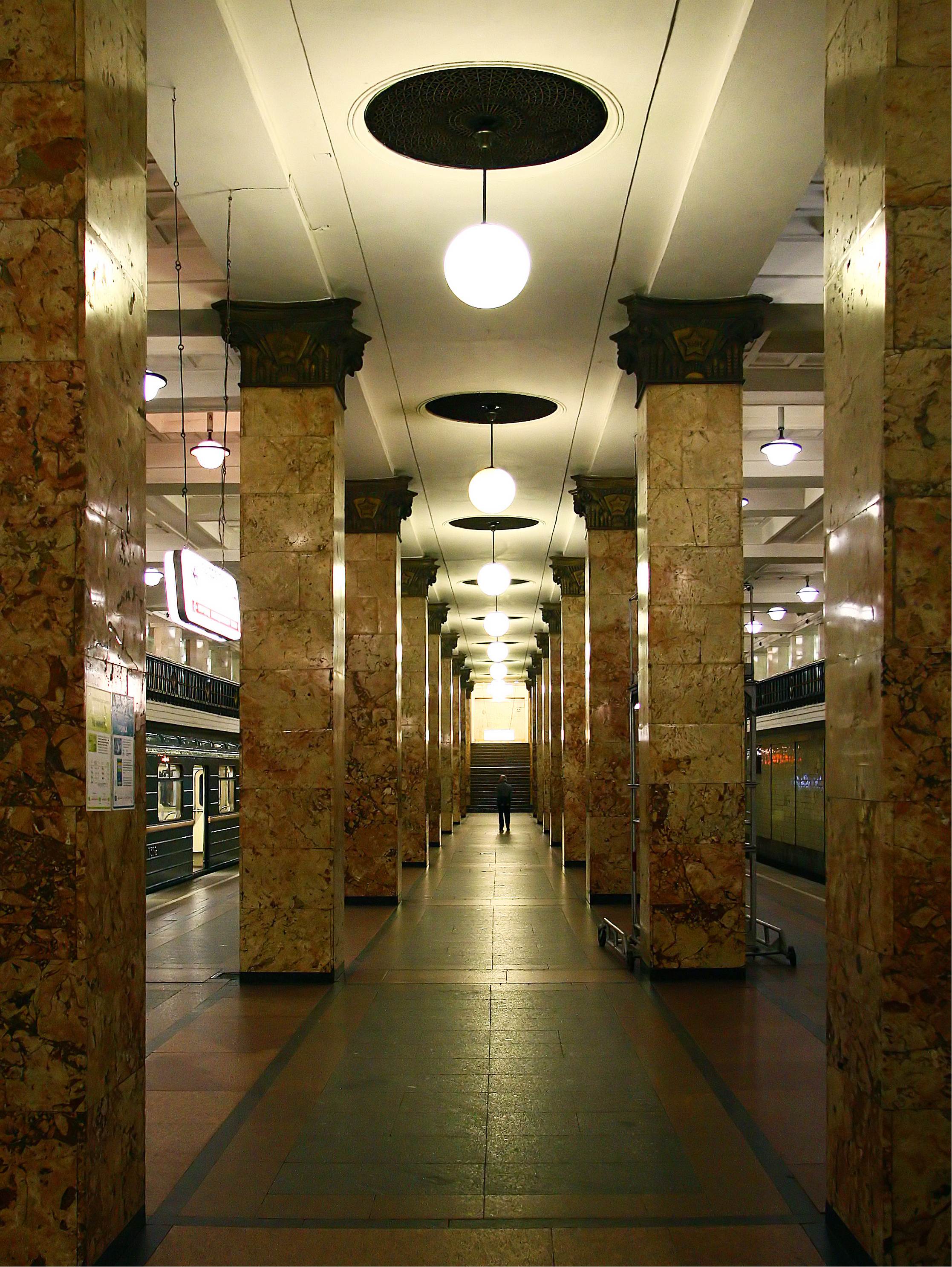
1935: Die Metrostation Komsomolskaja

### Projekte
- 1919 Experimentelle Entwürfe bei der Schiwskulptarch für den „Tempel Treffpunkt der Völker“
- 1919 mit W. Fidman: Wettbewerbsentwurf für das Krematorium in Moskau
- 1920–23 Experimentelle Entwürfe „Licht und Form“, „Licht und Raumkomposition“, „Licht und graphische Komposition“
- 1922–23 mit A. Ruchljadew: Entwurf für den Wolkenkratzer der WSNCh auf dem Lubjanka-Platz in Moskau (Dserschinski-Platz)
- 1923 Entwurf für den Palast der Arbeit in Moskau
- 1924 Pavillon der Sowjetunion in Paris
- 1924 Wettbewerbsentwurf für das Gebäude der Aktionärsgesellschaft „Arkos“ in Moskau
- 1924 Wettbewerbsentwurf für das Lenin-Volkshaus in Iwanowa-Wosnesenck
- 1924 Haus der Sowjets in Brjansk
- 1925 Mausoleum und Gedenkstätte für Lenin und für die Kämpfer der Revolution in Odessa
- 1926 oder 1928 Entwurf für das Internationale Rote Stadion in Moskau (Ausarbeitung Nikolai Ladowski)
- 1929 Wettbewerbsentwurf für das Kolumbus-Denkmal in Santo Domingo
- 1930 als Mitglied der ASNOWA-Brigade: Kunst-Palast in Moskau
- 1931–32 Wettbewerbsentwurf für den Palast der Sowjets in Moskau

### Bauten
- 1935 mit A. Ruchljadew: Metrostation „Komsomolskaja“
- 1937 Schleuse Nr. 8 des Moskwa-Wolga-Kanals, Moskau
- 1937 Nördliches Flussterminal, Moskau

## Schriften (Auswahl)
- Der Weg der Architektur. Vortrag, Mai 1921. abgedruckt in: Selim O. Chan-Magamedow: Pioniere der sowjetischen Architektur. VEB Verlag der Kunst, Dresden 1983, S. 587 f.
- [Credo; im Original ohne Titel], Dezember 1921. abgedruckt in: Selim O. Chan-Magamedow: Pioniere der sowjetischen Architektur. VEB Verlag der Kunst, Dresden 1983, S. 588 f.
- Wladimir Krinski, Michail Turkus, I. Lamtzow: Die Elemente der architektonischen Raumkomposition. 1934 (russisch).